# Vitomir Fujs
Vitomir Fujs, slovenski hokejist na travi, sodnik, trener in športni organizator, * 13. marec 1967, Murska Sobota. 
Konec osemdesetih in v začetku devetdesetih let dvajsetega stoletja, je bil eden izmed najboljših slovenskih igralcev hokeja na travi. Je prvi Slovenec, ki je bil s strani EHF imenovan za mednarodnega sodnika. Uspešen je tudi kot trener, različnih selekcij v HK Triglav Predanovci. V letih 1997 in 1999 je bil tudi selektor državne reprezentance Slovenije.

## Igralska kariera
Palico za hokej na travi je prvič prijel v petem razredu osnovne šole v Puconcih, za kar ga je navdušil mentor Vojko Vučak. Ker mu različna šolska tekmovanja v hokeju niso bila dovolj, se je v sedmem razredu vključil v HK Pomurje, ki je imel sedež v Murski Soboti in ga je vodil Ludvik Zelko. Kot zelo talentiran igralec, se je kmalu prebil v člansko ekipo in bil od leta 1982 in do leta 1991 prisoten pri vseh večjih uspehih HK Pomurje. Klub je bil v tem obdobju zelo aktiven, saj je organiziral mednarodne turnirje reprezentanc, turnirje bratstva in enotnosti, prijateljske mednarodne turnirje ekip in srečanja, najodmevnejša tudi z ekipami iz Egipta, Zimbabveja in Indije. Na slovenskem republiškem nivoju je z HK Pomurje osvojil sedem republiških prvenstev Slovenije, osem pokalnih prvenstev in bil petkrat tudi slovenski republiški prvak v dvoranskem hokeju. 
Kmalu po začetku kariere se je prebil najprej v mladinsko in nato še člansko reprezentanco Slovenije. Postal pa je tudi eden redkih slovenskih hokejistov, ki so se prebili v državno reprezentanco Jugoslavije. Tako je leta 1983 prvič zaigral za mladinsko izbrano vrsto nekdanje države, za katero je na koncu zbral sedem nastopov. Kasneje je postal tudi član mlade reprezentance do enaindvajset let, in z njo v letih 1985 in 1986 osvojil zlati medalji, oziroma prvi mesti, na tradicionalnem turnirju reprezentanc Jugoslavije, Avstrije in Madžarske. Kariero reprezentanta mladih je tako zaključil s skupno šestimi nastopi. Skupni seštevek tekem v mladi in mladinski reprezentanci Jugoslavije, se je ustavil pri trinajstih tekmah, kar je tudi največ med vsemi slovenskimi hokejisti.     
Po ustanovitvi HK Triglav Predanovci leta 1991, je seveda zaigral za domači klub. S klubom je uspešno nastopal na državnih prvenstvih Slovenije in se vedno boril za najvišja mesta. Kmalu se je s klubom začel udeleževati, tudi evropskih klubskih pokalnih prvenstev skupine C. Leta 1995 v Zagrebu, leta 1997 na Dunaju in leta 1998 ponovno v Zagrebu je skupaj s klubom zasedel sedmo mesto. Na zadnjem prvenstvu leta 1999, katerega je organiziral njegov klub, je pred domačimi gledalci v Moravskih Toplicah, dosegel peto mesto. Leta 2001 je zaigral tudi na evropskem klubskem dvoranskem prvenstvu skupine C v Subotici in s klubom končal na nehvaležnem četrtem mestu, med šestimi sodelujočimi ekipami.
Na prvi tekmi reprezentance Slovenije leta 1992 v Zagrebu proti Hrvaški je postal prvi kapetan naše izbrane vrste. Na koncu je za reprezentanco zbral šestnajst nastopov in dosegel tudi dva zadetka. Nazadnje je za reprezentanco igral leta 1997, ko je hkrati opravljal tudi vlogo selektorja. Ob zaključku kariere je leta 2001, ob proslavi 50 letnice ZHNTS, prejel plaketo za uspešno igranje v reprezentanci Slovenije.
S HK Triglav Predanovci je do konca igralske kariere, osvojil šest naslovov pokalnih zmagovalcev Slovenije, tri naslove državnih prvakov v dvoranskem hokeju in kot zadnjega v sezoni 2000/2001 še najbolj cenjen naslov, naslov državnega prvaka v hokeju na travi ter se tako poslovil od aktivnega igranja.

## Trenerska kariera
S trenerstvom se je srečal že zelo zgodaj, ko je konec osemdesetih let dvajsetega stoletja postal mentor za hokej na travi na OŠ Puconci in tako uspešno nasledil svojega mentorja Vojka Vučaka. Delo z mladino mu je bilo zelo všeč in ob ustanovitvi HK Triglav Predanovci je tako veliko mladih navdušil, da so se pridružili novoustanovljenemu klubu.
Ker se je dejavnost kluba vedno bolj širila, ga je občina Puconci leta 1997 zaposlila, kot športno organizacijskega referenta. Tako je prevzel mesto prvega moža stroke, v vseh klubskih selekcijah, seveda tudi pri članski ekipi, kjer je bil hkrati tudi igralec. Zaradi nenadne odstavitve selektorja Štefana Škerlaka tik pred Panonskim pokalom leta 1997 je tega leta vlogo selektorja in igralca opravljal tudi v reprezentanci.
Z člansko ekipo HK Triglav Predanovci je kot trener, do marca 2012, osvojil eno državno prvenstvo, dve dvoranski prvenstvi ter dve pokalni lovoriki. Pri prvih štirih naslovih pa je bil hkrati tudi v vlogi igralca. Zadnji dvoranski naslov februarja 2012 pa je proslavil le v vlogi trenerja. V letu 2012 je prvič posegal tudi po evropskem naslovu z zmago na evropskem klubskem prvenstvu skupine Challenge IV.  Še bolj uspešen pa je pri osvajanju lovorik z ostalimi selekcijami, tako je do danes osvojil:
- 7 naslovov državnih prvakinj (članice)
- 9 naslovov državnih dvoranskih prvakinj (članice)
- 5 naslovov pokalnih zmagovalk (članice)
- 9 naslovov državnih prvakov (mladinci)
- 11 naslovov državnih dvoranskih prvakov (mladinci)
- 7 naslovov državnih prvakov (U-16)
- 10 naslovov državnih dvoranskih prvakov (U-16)
- 11 naslovov državnih prvakov (U-14)
- 11 naslovov državnih dvoranskih prvakov (U-14)
- 6 naslovov državnih prvakov (U-12)
- 7 naslovov državnih dvoranskih prvakov (U-12)
- 2 naslova državnih prvakov (U-10)
- 6 naslovov državnih dvoranskih prvakov (U-10)

Skupni seštevek trenerskih lovorik presega število sto, kar več kot opravičuje odločitev kluba in občine, da ga je v letu 1997 zaposlila kot profesionalca. Seveda ga omenjeni seštevek lovorik, postavlja daleč na prvo mesto med vsemi trenerji hokeja na travi v Sloveniji.
V letih 1997 in 1999 je bil tudi selektor slovenske članske reprezentance s katero pa v tem obdobju ni imel uspeha, saj na osmih tekmah ni dosegel niti ene točke. V letu 2010 je prevzel tudi vodenje reprezentance U-16 in z njo na evropskem prvenstvu skupine Challenge I osvojil bronasto medaljo. V tej reprezentanci, sta eno vidnejših vlog igrala tudi njegova sinova Gregor in Anže, kar mu je ob uspehu, predstavljalo še dodatno zadovoljstvo. Leta 2012 mu z reprezentanco U-16 ni uspelo obraniti bronaste medalje iz leta 2010, saj so zasedli končno peto mesto. V letu 2013 je prevzel tudi vodenje reprezentance U-21 v dvoranskem hokeju in z njo na evropskem prvenstvu skupine Championship II v Bratislavi, zasedel šesto mesto.

## Sodniška kariera
Vzporedno z aktivnim igranjem hokeja, vodenjem, treniranjem in organizacijskimi zadevami je že daljnega leta 1988, na raznih prijateljskih tekmah ter turnirjih, prijel tudi za sodniško piščalko. Z začetkom državnega prvenstva Slovenije, pa je začel soditi, tudi na prvenstvenih tekmah ter tekmah dvoranskega prvenstva. 
Leta 1995 je začel soditi, tudi na prvih uradnih mednarodnih tekmah in sicer v Bratislavi na Panonskem pokalu. Leta 1996 je bil nacionalni sodnik na evropskem dvoranskem klubskem prvenstvu skupine C v Sofiji ter nato še na pokalu pokalnih zmagovalcev skupine C, v švicarskem Wettingenu. Uspešno mednarodno sodniško leto 1996, pa je zaključil na Panonskem pokalu v Zagrebu. Tudi v naslednjih letih je uspešno delil pravico na mednarodnih tekmah hokeja na travi in dvoranskega hokeja. Na podlagi dobrih ocen, prejetih na osemnajstih tekmah, mu je FIH novembra 1999 podelila naziv mednarodnega sodnika v hokeju na travi. Tako je postal prvi sodnik hokeja na travi v Sloveniji s tem nazivom, kljub temu, da ni več edini slovenski mednarodni sodnik, pa še vedno velja za najboljšega slovenskega sodnika. 
Najodmevnejša tekma, katero je sodil, je bila gotovo finalna tekma kvalifikacij za evropsko prvenstvo, med reprezentancama Poljske in Škotske, leta 2002 v Poznanju. V juniju leta 2005 je kot nevtralni sodnik sodil močan turnir reprezentanc Rusije, Škotske, Hrvaške in Avstrije na Dunaju. Leto dni kasneje je ponovno, kot nevtralni sodnik sodi, na evropskem prvenstvu mladih reprezentanc skupine C v Bratislavi, med drugim tudi finalno tekmo turnirja med Ukrajino in Belorusijo. 
V februarju 2010 si je z odličnim sojenjem, na evropskem klubskem dvoranskem prvenstvu skupine Challenge I v Italiji, prislužil tudi naziv mednarodnega sodnika v dvoranskem hokeju, katerega je nato prejel v aprilu 2010. Tako je trenutno edini sodnik hokeja na travi in dvoranskega hokeja v Sloveniji, ki ima oba mednarodna naziva, poleg tega pa tudi slovensko diplomo, kar je lep dosežek ob petnajsti obletnici sojenja mednarodnih tekem.

## Ostalo
Bil je eden glavnih pobudnikov za ustanovitev HK Triglav Predanovci, katerega mu je v letu 1991 z veliko podporo Rudija Cipota ter ostalih vaščanov, uspelo postaviti na dobre temelje. Že v letu 1994 je bil prisoten pri gradnji igrišča za hokej na travi z umetno travo. Od leta 1997 je v Športnem klubu Triglav Predanovci, za nedoločen čas zaposlen, kot športno organizacijski referent. Velike zasluge mu gredo tudi pri izgradnji športnega objekta v Predanovcih leta 2002, s katerim so obeležili desetletnico Športnega društva v Predanovcih, ki do danes šteje že deset sekcij.   
Kot športni organizator ima velike zasluge za organizacijo več evropskih reprezentančnih in klubskih prvenstev skupine C, v Predanovcih. Veliko truda je vložil, tudi v to, da klub od leta 2010, kot edini v tem delu Evrope, organizira mednarodni turnir za mlajše selekcije v hokeju na travi, ki je pod okriljem EHF - EuroHockey Youth Festival Sašo Fajs. Bil pa je tudi eden izmed pobudnikov ustanovitve Srednjeevropske Interlige.
V letih 1995-1996 in 2000-2001 je bil tudi sekretar Zveze za hokej na travi Slovenije.